# 樱花大战3 ～巴黎在燃烧吗～
《樱花大战3 ～巴黎在燃烧吗～》是一款由Red Company和Overworks制作、世嘉在Dreamcast首先发行的战略角色扮演游戏。于2001年3月22日在日本地区Dreamcast发行。本游戏是櫻花大戰系列的主系列第3作。
本游戏的场景设定在1920年的巴黎。